# Antoine Raugel
Antoine Raugel (Estrasburgo, 14 de febrero de 1999) es un ciclista francés miembro del equipo Vélo Club Villefranche Beaujolais.

## Biografía

### Inicios
Antoine Raugel nació el 14 de febrero de 1999 en Estrasburgo, de padre educador y madre secretaria. Comenzó a andar en bicicleta a la edad de ocho años en el Vélo Club d'Eckwersheim.
Entre los júniors (menores de 19 años), ocupó el quinto lugar en el campeonato de Europa de ciclocrós en 2016. En 2017 fue campeón de Francia en ruta júnior y segundo en la contrarreloj. A nivel internacional, ganó la clasificación por puntos en el Trois Jours d'Axel, luego en el Sint-Martinusprijs Kontich, donde terminó cuarto en la general. También fue seleccionado para el equipo francés para el mundial juvenil en Bergen, donde ocupó el puesto 16.º.

### 2021: Groupama-FDJ Continental
Decidió cambiar de centro de entrenamiento para la temporada 2021 fichando por el equipo continental Groupama-FDJ. Encuentra allí en particular a su exentrenador Nicolas Boisson. Durante su recuperación en Le Samyn, atacó varias veces.

### 2022:AG2R Citroën Team
Al inicio de la temporada 2022, un test positivo en COVID-19 le llevó a renunciar a participar en el Tour de La Provence. Fue seleccionado para la Vuelta a España en sustitución de Dorian Godon, obligado a no tomar la salida por dar positivo por SARS-CoV-220.
De cara al año 2024 regresó a la categoría amateur y fichó por el VC Villefranche Beaujolais.

## Palmarés
Todavía no ha conseguido ninguna victoria profesional.

## Resultados en Grandes Vueltas
| Carrera | Carrera         | 2021 | 2022  | 2023 |
| ------- | --------------- | ---- | ----- | ---- |
|         | Giro de Italia  | —    | —     | —    |
|         | Tour de Francia | —    | —     | —    |
|         | Vuelta a España | —    | 115.º | —    |

―: no participa
Ab.: abandono

## Equipos
- AG2R Citroën Team (stagiaire) (2020)[11]
- Groupama-FDJ Continental (2021)
- AG2R Citroën Team (2022-2023)
- Vélo Club Villefranche Beaujolais (2025-)